# 현채

현채(玄采, 1856년 ~ 1925년)는 조선 말기의 역관, 교육인이자 대한제국과 일제강점기에 활동했던 교육인, 역사학자이다. 본관은 천녕(川寧)으로 호는 백당(白堂), 필명은 백당촌수(白堂村受)이다.

## 생애

### 조선 및 대한제국기의 활동
1856년 5월 18일 태어났다. 1873년 식년시 역과의 한학(漢學)에 3위로 급제했다. 1892년 부산향감리서 역학으로 있다가 12월 번역관에 임명되었다. 1894년 7월 통리교섭통상사무아문 주사에 임명되었다. 1895년 5월 관립외국어학교 부교관과 한성사범학교 부교관을 지냈다. 1896년 1월 평강군수에 임명되었다가 같은 달에 사직했다. 1899년 학부 편집국 위원에 임명되었으며, 이후 1907년 1월까지 학부 주사 및 보좌원으로 활동했다. 학부 재직 시절인 1899년 학교용 국사 교과서인 《동국역사》의 편찬을 담당했다. 1900년에는 장지연과 함께 기존의 '시사총보사'를 광문사로 개칭하고 고서출판사업을 일으켜, 정약용의 목민심서와 흠흠신서 등을 간행했다.
1905년 1월 사립 한성법학교 교장을 역임했다. 1906년 10월 대한농회 의원으로 활동했고, 같은 달 국민교육회 보강요원으로 참여했다.
1907년 3월 대동학회 평의원에 선출되었다. 대동학회는 유림계를 회유하기 위해 통감 이토 히로부미의 후원으로 지직되었다. 1908년 기호흥학회 찬무원을 지냈고, 9월에 대한중앙학회 평의원을 맡았다. 통감부 시기에 저술한 《유년필독》, 《유년필독석의》, 《중등교과 동국사략》과 번역한 《월남망국사》 등이 1909년 통감부에서 제정한 출판법에 의해 압수되어 판매가 금지되었다.

### 일제강점기의 활동
한일합병 후인  1910년 11월 《동국역사》, 《대한지지》 등이 발매, 반포 금지 처분을 받았다. 이 해 최남선, 박은식 등이 주도하여 설립한 조선광문회를 통해 고전의 간행과 보급에 참여했다.
1911년 7월 한문교양, 문자 저술, 서적 편찬 간행을 사업 목표로 한 문예구락부의 편집장을 맡았다. 1918년 6월 서화예술의 진흥 및 서화취미 보급을 목적으로 한 서화협회의 발기인으로 참여했고, 1919년 12월 대동사문회(大東斯文會) 발기인으로 활동했다. 대동사문회는 1919년 3.1 운동 이후 친일단체 육성책의 일환으로 조선총독부의 후원으로 조직된 유교단체이다. 1922년 개최된 제1회 조선미술전람회에서 서예 및 사군자 분야 3등에 입상했다. 이해 12월 조선사편찬위원회 조직과 함께 위원에 임명되어 1925년 2월 사망할때까지 재직했다. 그가 조선사편찬위원회 활동 기간동안 《중등교과동국사략》(中等敎科東國史略)을 저술했는데, 이는 일본인 하야시의 《조선사》, 《조선근세사》를 역술(譯述)한 것에 가깝고 임나일본부설을 수용하는 등 일제의 식민사관이 침투되어 있다고 지적된다.

## 사후
2008년 민족문제연구소가 친일인명사전에 수록하기 위해 정리한 친일인명사전 수록예정자 명단 중 교육/학술 부문에 선정되었다.

## 저서
- 《동국역사(東國歷史》
- 《중등교과동국사략(中等敎科東國史略)》
- 《유년필독(幼年必讀)》
- 《米國前大統領威逸遜演說集》, 서울:大昌書院, 光學書局, 1921. 1권40錢, 2권50錢.
- 《丁未政變記》("安重根傳"수록)